# アジャム・バラカ
アジャム・バラカ（Ajamu Baraka、1953年10月25日 - ）は、アメリカ合衆国の人権活動家である。「アメリカ緑の党」の党員として活動している。

## 概要
イリノイ州シカゴの出身でアメリカ陸軍に所属していた元兵士である。その後、人権活動家として人権運動に携わる。
人種差別や新自由主義に反対し、また刑務所廃止論者でもある。

### 2016年アメリカ合衆国大統領選挙
「アメリカ緑の党」の党員として政治活動を行ってきた中、2016年にアメリカ緑の党副大統領候補者としてアメリカ緑の党全国大会で選出された。2016年アメリカ合衆国大統領選挙に大統領候補者のジル・スタインと共に立候補することとなった。